# Großsteingrab Loitsche
Das Großsteingrab Loitsche war eine mögliche megalithische jungsteinzeitliche Grabanlage bei Loitsche, einem Ortsteil der Gemeinde Loitsche-Heinrichsberg im Landkreis Börde, Sachsen-Anhalt. Es wurde wohl spätestens im 19. Jahrhundert zerstört. Eine Beschreibung der Anlage liegt nicht vor, ihre mögliche Existenz ist nur durch die Bezeichnung „der Teufelskeller“ auf einem historischen Messtischblatt belegt.